# Frullania platycalyx
Frullania platycalyx là một loài Rêu trong họ Jubulaceae. Loài này được Herzog mô tả khoa học đầu tiên năm 1952.